# Ratinger Ice Aliens
Die Ratinger Ice Aliens sind ein Eishockeyverein aus Ratingen, Nordrhein-Westfalen, und amtierender Meister der Regionalliga NRW. Er spielt dort seit 2016 (vor 2024: Regionalliga West). Der genaue Vereinsname lautet Ratinger Ice Aliens 97 e. V.

## Geschichte

### Bis 2005
Als 1997 der Verein EC Ratingen die Verlegung des Spielortes der Profimannschaft nach Oberhausen beschloss und die Spielbetriebsgesellschaft in Revierlöwen Oberhausen GmbH umbenannte, wurden die Ice Aliens gegründet. Der Landesverband stufte das Team sofort in die höchste Amateurklasse, die Regionalliga-NRW ein. Hierdurch kam es in dieser Saison zur Teilnahme zweier Ratinger Teams (Ratinger Löwen -als Stammverein der Revierlöwen Oberhausen- und Ratinger Ice Aliens) in der Regionalliga. Gleich in der ersten Saison konnten die Ice Aliens die Vizemeisterschaft erringen. In der folgenden Aufstiegsrunde gelang es dem Team aus Ratingen, sich für die drittklassige 1. Liga Nord zu qualifizieren.
Durch diesen Erfolg stieg auch das Zuschauerinteresse in ungeahnte Höhen. Oft besuchten mehr als 2000 Zuschauer die Eissporthalle am Sandbach. Kurze Zeit später, im Jahre 2000, war der Verein finanziell sowie sportlich am Boden. Lange Zeit wurde über die Zukunft des Vereins diskutiert. Damals wurden für die finanzielle Schieflage Gründe wie z. B. ausgebliebene Sponsorenzahlungen genannt.
Im Sommer 2002 wurde dann ein Insolvenzverfahren über den Verein eröffnet, das aber in der Saison 2003/04 positiv abgeschlossen wurde.
Ab der Saison 2002/03 spielten die Ice Aliens dann wieder in der Regionalliga-NRW. Hier konnte man sich nach einem dritten Platz in der Hauptrunde, anschließend bis ins Finale kämpfen. Dort unterlag die Mannschaft den Moskitos aus Essen in drei Spielen.
Im folgenden Jahr wurde das Team souverän Meister der Regionalliga. Schärfster Konkurrent waren diesmal die Revierlöwen Oberhausen sowie die Mannschaft aus Herne. Anschließend spielte man um den Aufstieg zur Oberliga. Hier konnten sich die Ice Aliens allerdings nicht durchsetzen und landeten letzten Endes auf dem dritten Rang.
Nur ein Jahr später gelang dann der Durchmarsch. Nach einer überragenden Hauptrunde, die man mit 16 Punkten vor dem zweitplatzierten Herner EG abschloss, dominierte das Team auch die darauf folgende Aufstiegsrunde.
Schließlich belegte man den ersten Platz mit 56 Punkten vor dem ESC Halle 04.

### 2005/2006
Nach dem Wiederaufstieg in die Oberliga wurde im Sommer 2005 wurde die Profimannschaft in die RIA97 Spielbetriebs GmbH ausgelagert, die in der Saison 2005/06 den sportlichen Klassenerhalt mit Platz 4 in der Qualifikationsrunde verpasste.
Neben den Senioren sind die Ratinger Ice Aliens mit sechs Mannschaften in der Jugendarbeit vertreten. Eine U23 und eine Damenmannschaft sind in der Saison 2005/2006 hinzugekommen.

### 2006/2007
Durch den Verzicht des Neusser EV auf den sportlich erreichten Aufstieg in die Oberliga 2006/07 konnte die Profimannschaft der Ratinger Ice Aliens mit Zustimmung des Landeseissportverbandes Nordrhein-Westfalen in der Spielklasse verbleiben. Der Verein Ratinger Ice Aliens 97 bekam die dafür im Sommer 2006 beantragte Lizenz. Der tatsächliche Spielbetrieb der Mannschaft wurde von der RIA 97 Spielbetriebs GmbH in eine Anfang August 2006 gegründete Eishockey Club Ratingen 06/07 Ltd überführt, mit der die Spieler wie der Trainer die Verträge abschlossen.

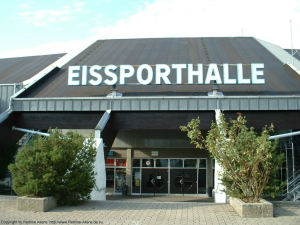
Eissporthalle Ratingen

Im Oktober 2006 wurde dem im Mai 2006 verpflichteten Geschäftsführer der Ltd. nach einer Aussprache für Ende November 2006 fristgerecht gekündigt und wenige Tage später wegen der bei der Ltd. bekanntgewordenen wirtschaftlichen Probleme im Auftrag des Verwaltungsrates des Vereins ein Finanzstatus einer externen Wirtschaftsprüfungsgesellschaft erstellt.
Am 25. Oktober 2006 wurde nach der Präsentation des Finanzstatus und Diskussion darüber die finanzielle Situation der Ltd. auf einer anschließenden Verständigung der Öffentlichkeit als überschuldet eingestuft und von Seiten des Vereins durch den geschäftsführenden Vorstand in Übereinstimmung mit dem Verwaltungsrat dem noch amtierenden Geschäftsführer der Ltd. der Antrag auf Eröffnung eines Insolvenzverfahrens empfohlen. Aufgrund dieses Antrags ist am 27. Oktober 2006 ein vorläufiger Insolvenzverwalter vom zuständigen Amtsgericht Düsseldorf eingesetzt worden, der schon das Insolvenzverfahren von 2002 leitete.

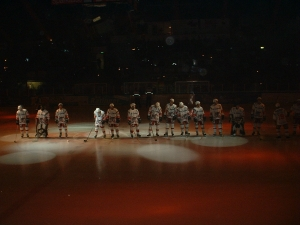
Mannschaft der Ratinger Ice Aliens ’97

Von Seiten der Oberliga-Lizenzgeberin ESBG wurden die Personen, die den Lizenzantrag der Ratinger Ice Aliens unterschrieben haben, zur Klärung von aufgekommenen Fragen im Zusammenhang mit den Lizenzbedingungen zur Vorsprache einbestellt, da es aufgrund der über die Presse bekannt gewordenen Informationen Unklarheiten zwischen den Angaben in den Lizenzunterlagen und den tatsächlichen Zahlen gab.
Aufgrund dieser Vorsprache wurden dem Verein Auflagen von Seiten der ESBG gestellt, die teilweise bis zum 15. November 2006 und teilweise bis zum 16. November 2006 zu erfüllen waren. Am 15. November 2006 gab der Vorstand des Vereins bekannt, dass der Verein die Auflagen nicht erfüllen konnte, und am 16. November 2006 kündigte die ESBG den Lizenzvertrag mit dem Verein und schloss die Oberligamannschaft vom Spielbetrieb aus. Da die Oberligamannschaft vom Spielbetrieb ausgeschlossen wurde und nicht von Seiten des Vereins zurückgezogen wurde, durfte die U23-Mannschaft – jetzt als erste Seniorenmannschaft des Vereins – aufgrund einer Entscheidung des Landessportverbandes Nordrhein-Westfalen weiterhin am Spielbetrieb in der – fünftklassigen – Verbandsliga teilnehmen.
Zum Ende der Saison 2007/08 gelang der erneute Aufstieg in die Regionalliga-NRW, in der die erste Seniorenmannschaft der Ratinger Ice Aliens 2008/09 am Spielbetrieb teilnahm.

### 2009/2010
In der Saison 2009/10 gelang den Ratinger Ice Aliens unter Trainer Alexander Jacobs in der in Regionalliga West umbenannten Liga mit Platz 4 nach der Vorrunde die Qualifikation für die Endrunde. In der Endrunde erreichte die Mannschaft mit Platz 4 – vor Lippe-Hockey-Hamm – die Qualifikation für die Playoffs mit den Mannschaften der Regionalliga Nord. Dort schied die Mannschaft zwar gegen den späteren Meister der Regionalliga West/Südwest und Nord, die Moskitos Essen, in zwei Spielen aus, aber sie hatte sich sportlich für die neu eingeführte Oberliga West 2010/11 qualifiziert.

## Spieler und Trainer

### Trainer
- seit 2019 Andrej Fuchs
- 2018/19 Krystian Sikorski
- Dez. 2014–2018 Alexander Jacobs
- 2012–Dez. 2014 Janusz Wilczek
- 2011/12 Larry Suarez
- 2010/11 Czesław Panek/Markus Weingran
- 2009/10 Alexander Jacobs
- 2007–2008 Janusz Wilczek
- ab Mitte 2006 Thomas Popiesch
- 2006 Stefan Kagerer
- 2002–2006 Udo Schmid
- Feb. 2001 bis 2002 Anatoli Antipow
- 2000–Feb. 2001 Ervin Materna
- 1997–2000 Manfred „Mannix“ Wolf
- 1997 Otto Schneitberger

## Frauenmannschaft
Erstmals nahm eine Frauenmannschaft 2006/07 am Spielbetrieb teil. Nach gerade zwei Spielzeiten in der Landesliga war die Mannschaft von Trainer Stefan Binder souverän in die Verbandsliga aufgestiegen. Aufgrund der hohen Nachfrage von Spielerinnen hatten sich die Ratinger Ice Aliens bereits zu Saisonende 07/08 entschieden, eine zweite Frauenmannschaft für die Landesliga zu melden.
Da zu wenige Vereine für die Verbandsliga zur Verfügung standen, wurde diese Liga nach der Saison 2007/08 vom Verband aufgelöst und gleich vier Vereine in die 2. Liga Nord hochgestuft. Damit standen die Frauen vor einer sportlich großen Herausforderung. In ihrem ersten Jahr in der 2. Liga Nord – in der Saison 2008/2009 – erreichten die Damen den dritten Tabellenplatz in der 2. Liga Nord, was in der Saison 2009/10 wiederholt werden konnte.

## Platzierungen
| Saison  | Liga         | Spielklasse | Platz                           | Post Season                     | Ergebnis                        |
| ------- | ------------ | ----------- | ------------------------------- | ------------------------------- | ------------------------------- |
| 1997/98 | RL NRW       | IV          | 2.                              | Aufstiegsrunde                  | (Aufstieg)                      |
| 1998/99 | 1. Liga Nord | III         | 8.                              | Relegation zur OL               | 2.                              |
| 1999/00 | OL Nord      | III         | 3.                              | Play-offs                       | Viertelfinale                   |
| 2000/01 | OL Nord      | III         | 6.                              | Play-offs                       | Halbfinale                      |
| 2000/01 | OL Nord      | III         | 6.                              | Play-offs                       | Halbfinale                      |
| 2001/02 | Oberliga     | III         | 9.                              | Abstiegsrunde                   | 3. Gruppe 1                     |
| 2002/03 | RL NRW       | IV          | 4.                              | Play-offs                       | Finale                          |
| 2003/04 | RL NRW       | IV          | 1.                              | Endrunde Nord                   | 3.                              |
| 2004/05 | RL NRW       | IV          | 1.                              | Endrunde Nord                   | 1.                              |
| 2005/06 | Oberliga     | III         | 11.                             | Abstiegsrunde                   | 5.                              |
| 2005/06 | Oberliga     | III         | 11.                             | Abstiegsrunde                   | 5.                              |
| 2006/07 | Oberliga     | III         | vom Spielbetrieb ausgeschlossen | vom Spielbetrieb ausgeschlossen | vom Spielbetrieb ausgeschlossen |
| 2007/08 | VL NRW       | V           | 1.                              | Relegation zur RL               | 3.                              |
| 2008/09 | RL NRW       | IV          | 5.                              | Endrunde NRW/BaWü/Hes.          | 7.                              |
| 2009/10 | RL West      | IV          | 4.                              | Endrunde NRW/BaWü/Hes.          | 4.                              |
| 2010/11 | OL West      | III         | 6.                              | Relegation zur OL               | 1. Gruppe 1                     |
| 2011/12 | OL West      | III         | 7.                              | Qualirunde                      | 7.                              |
| 2012/13 | OL West      | III         | 11.                             | Relegation zur OL               | 5.                              |
| 2013/14 | OL West      | III         | 9.                              | Relegation zur OL               | 2.                              |
| 2014/15 | OL West      | III         | 5.                              | Platzierungsrunde Mitte         | 3.                              |
| 2015/16 | 1. Liga West | IV          | 1.                              | Meisterrunde/ Play-offs         | 1. Meister                      |
| 2016/17 | RL West      | IV          | 1.                              | Meisterrunde/ Play-offs         | 3. Finale                       |
| 2017/18 | RL West      | IV          | 4.                              | Play-offs                       | Halbfinale                      |
| 2018/19 | RL West      | IV          | 5.                              | Play-offs                       | Viertelfinale                   |
| 2019/20 | RL West      | IV          | 6.                              | Pre-Playoffs                    | 6.                              |
| 2020/21 | RL West      | IV          |                                 |                                 |                                 |

## Nachwuchs
Nach der Jugendmannschaft, die seit 2006/07 an der Jugend-Bundesliga teilnimmt, schaffte die Juniorenmannschaft es in der Saison 2009/10 ohne Saisonniederlage den Aufstieg in die Junioren-Bundesliga Nord feiern zu können. Neben den beiden Mannschaften nehmen die Ratinger Ice Aliens auch in den andern Altersklassen am Spielbetrieb teil.

## Fanclubs und Fangemeinschaften
Die Ratinger Ice Aliens haben seit jeher einen hohen Zuschauerzuspruch. Zu Oberligazeiten reisten oft mehrere hundert bis tausend Fans zu den Auswärtsspielen des Vereins.
Insgesamt zählen die Ratinger Ice Aliens 22 Fanclubs und Fangemeinschaften, die zentral unter dem „Dachverband der Fans ‚Ice Aliens 97‘“ organisiert sind. Neben diversen Choreos, Mottofahrten und anderen von den einzelnen Fanclubs und Fangemeinschaften organisierten Aktionen, veranstaltet der „Dachverband der Fans ‚Ice Aliens 97‘“ jährlich einen Sambazug zu einem Auswärtsspiel der Ratinger Ice Aliens.
Außerdem gibt es mehrere Fan-Freundschaften zu verschiedenen Vereinen, auch im Ausland. So reist der Fanclub „Zo moet het“ bzw. die „Old School Contras“ regelmäßig in die Niederlande, um dort die Eishockey-Freunde aus Tilburg zu besuchen. Insbesondere der Fanclub SUPCOM pflegt eine Freundschaft zu den Fans des EHC Dortmund – diese entstand in der Saison 2007/08, als Ratinger Fans den EHC bei den Aufstiegsspielen gegen den Herner EV unterstützten. Der Fanclub SUPCOM hat auch das Projekt Fan Radio ins Leben gerufen, über das alle Fans der Ice Aliens die Auswärtsspiele im Internet verfolgen können. Das Internetradio sendete zum ersten Mal am 17. Oktober 2009 gegen die Königsborn Bulldogs.